# Batsaikhany Ariunbold
Batsaikhany Ariunbold (sinh ngày 03 tháng 04 năm 1990) là một cầu thủ bóng đá chuyên nghiệp người Mông Cổ hiện đang chơi ở vị trí thủ môn cho đội bóng Erchim tại giải Mongolia Premier League và đội tuyển bóng đá quốc gia Mông Cổ.

## Thống kê sự nghiệp

### Quốc tế
| Đội tuyển quốc gia Mông Cổ | Đội tuyển quốc gia Mông Cổ | Đội tuyển quốc gia Mông Cổ |
| Năm                        | Trận                       | Bàn                        |
| -------------------------- | -------------------------- | -------------------------- |
| 2014                       | 2                          | 0                          |
| 2015                       | 2                          | 0                          |
| 2016                       | 5                          | 0                          |
| 2017                       | 0                          | 0                          |
| Tổng cộng                  | 9                          | 0                          |

Số liệu thống kê chính xác tính đến trận đấu chơi ngày 9 tháng 11 năm 2016